# Džejla Glavović
Džejla Glavović er en bosnisk model og Miss Earth vinder. hun blev kåret til Miss Earth i 2002 i finalen afholdt i Manila, Filippinerne. Džejla Glavović fik senere samme år frataget æresbevisningen og erstattet som Miss Earth af hendes nærmest konkurrent kenyaneren Winfred Omwakwe. Carousel Productions der står bag skønhedskonkurrencens gav som begrundelse for dette at Džejla Glavović ikke opfyldte hendes krav.